# 利比希化学纪事
《利比希化学纪事》（德語：Justus Liebigs Annalen der Chemie，有时也叫）是世界上最古老和历史上最重要的有机化学期刊之一。杂志于1832年创刊，直到1873年尤斯图斯·冯·李比希逝世，都是由他和弗里德里希·维勒担任编辑。1997年，《利比希化学纪事》和《荷兰化学文集》合并成为《利比希化学纪事/文集》。1998年《利比希化学学报/文集》和其他几本主要的欧洲化学期刊合并成为《欧洲有机化学杂志》。杂志的ISSN号和CODEN号也跟随改变。

## 历史
- 《Annalen der Chemie》，1832年－1839年
- 《Annalen der Chemie und Pharmacie》，1840年－1872年，ISSN 0075-4617，CODEN JLACBF
- 《Justus Liebigs Annalen der Chemie und Pharmacie》，1873年－1874年，ISSN 0075-4617，CODEN JLACBF
- 《Justus Liebigs Annalen der Chemie》，1875年－1944年、1947年－1978年，ISSN 0075-4617，CODEN JLACBF
- 《Liebigs Annalen der Chemie》，1979年－1994年，ISSN 0170-2041，CODEN LACHDL
- 《Liebigs Annalen》，1995年－1996年，ISSN 0947-3440，CODEN LANAEM
- 《Liebigs Annalen/Recueil》，1997年－，CODEN LIARFV
- 《European Journal of Organic Chemistry》，1998年－，印刷版ISSN 1434-193X，电子版ISSN（eISSN）ISSN 1099-0690，CODEN EJOCFK